# Tenis en Polonia

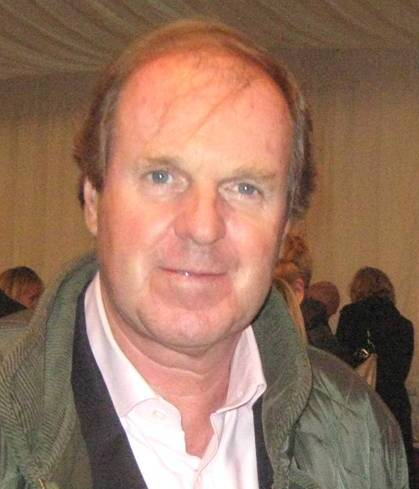
Wojciech Fibak el primer top 10 de Polonia

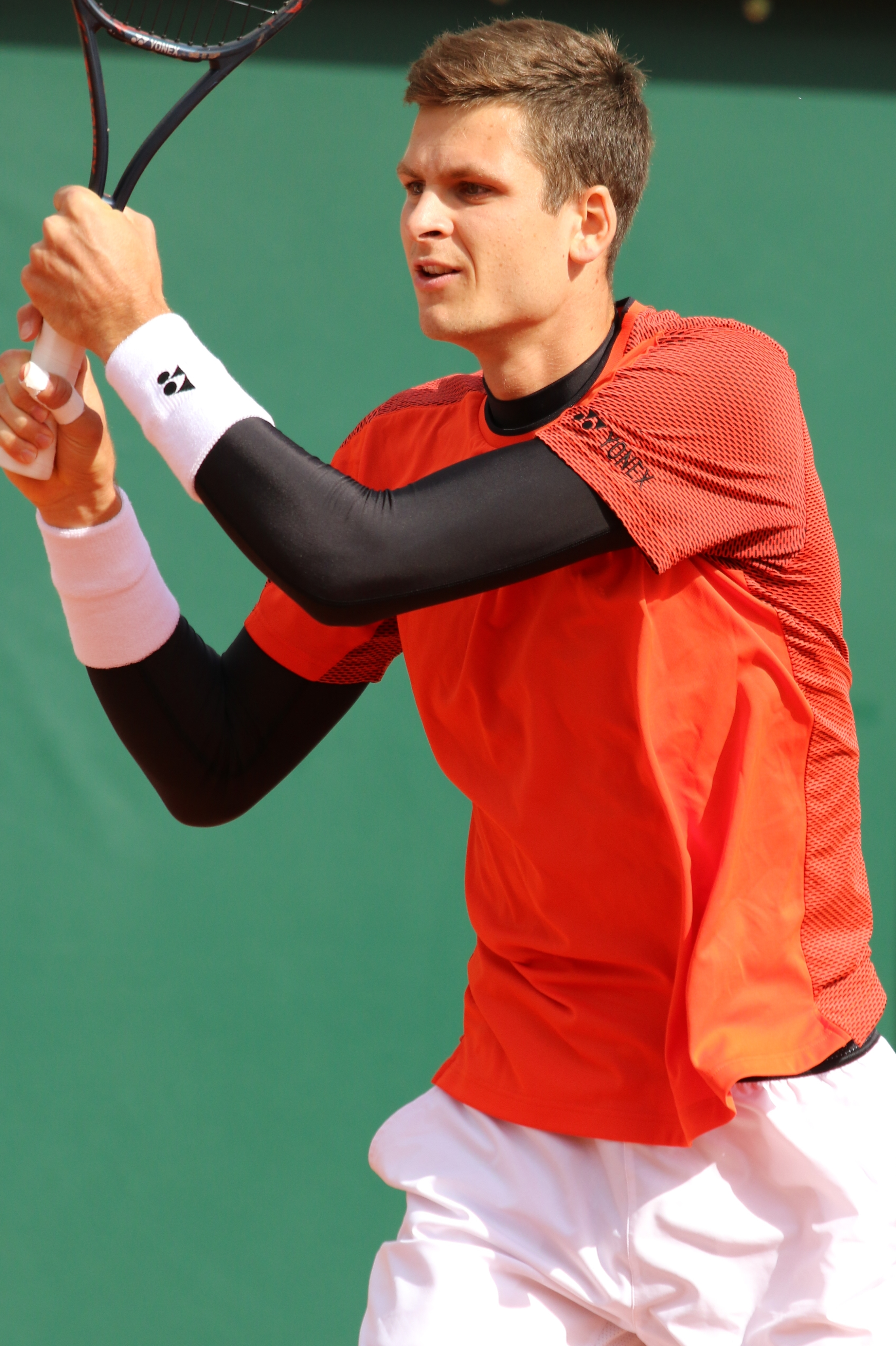
Hubert Hurkacz ganador de dos Masters 1000

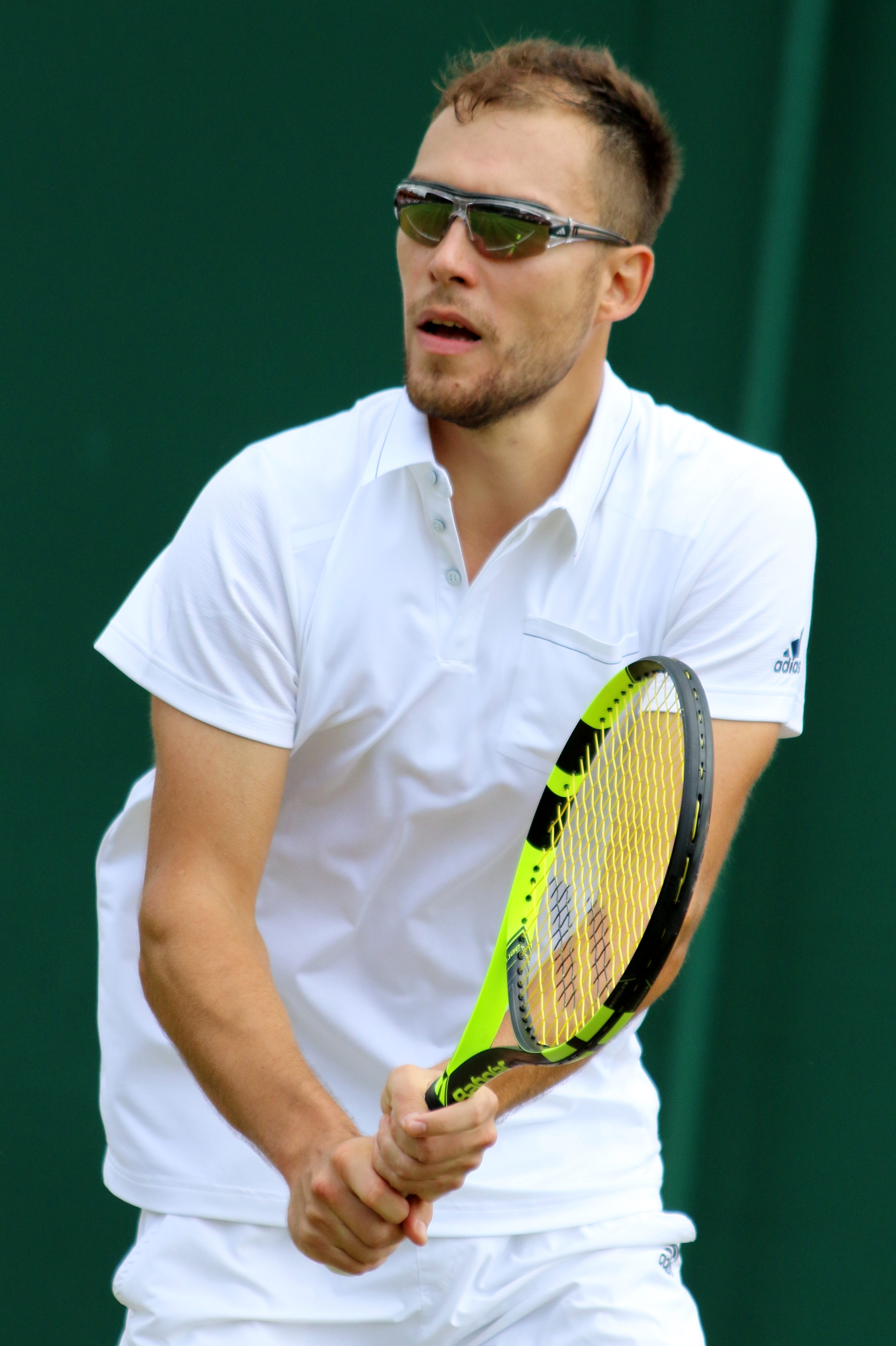
Jerzy Janowicz semifinalista en Wimbledon 2013

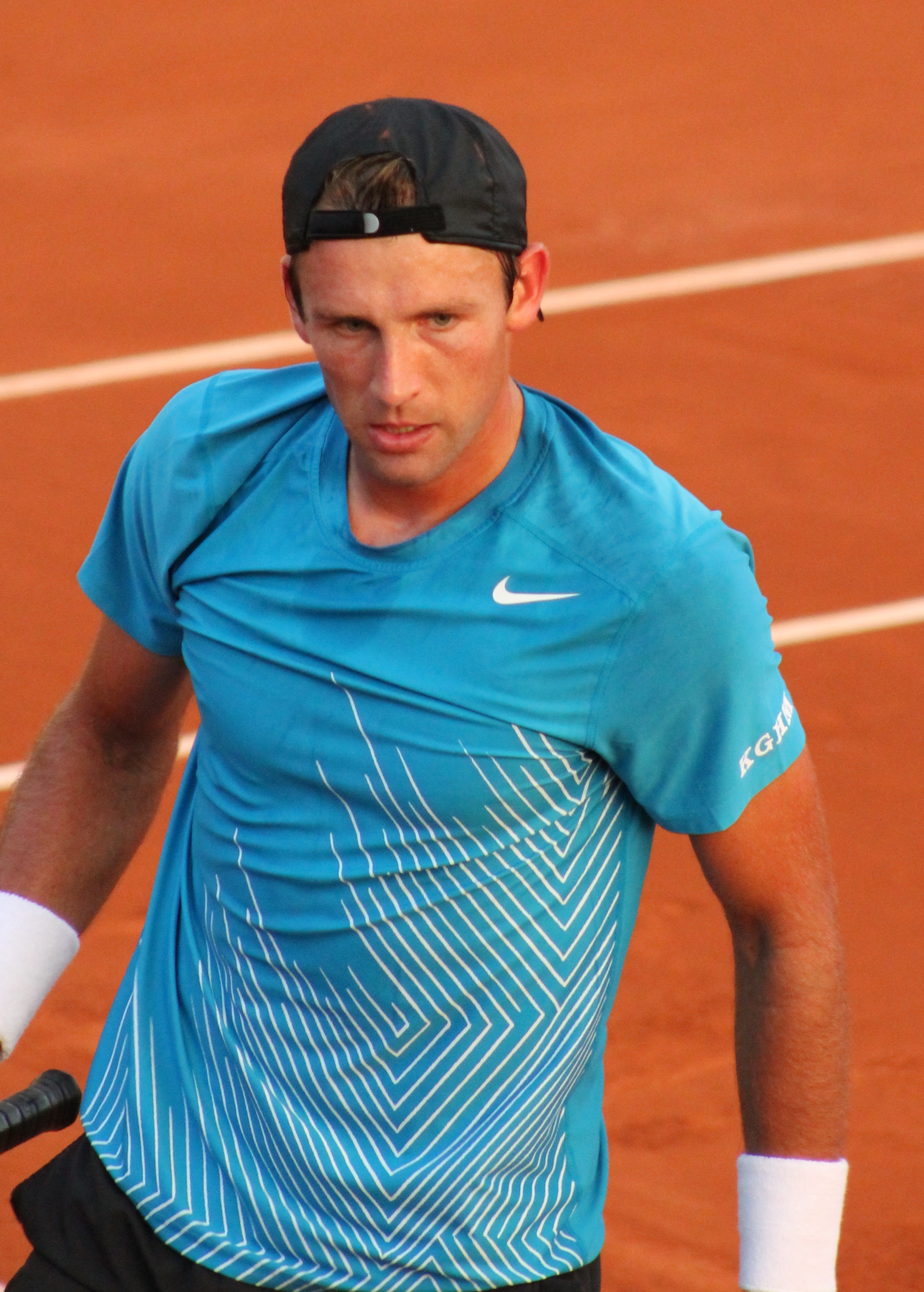
Łukasz Kubot No.1 del ranking ATP en dobles

En la era aficionada destacó Jadwiga Jędrzejowska. La gran figura del tenis polaco fue Wojciech Fibak durante las 70's y principios de los 80's quien lograra llegar al puesto No. 10 del ranking, 15 títulos ATP y 4 cuartos de final en Grand Slam, además de 52 títulos en dobles. En el siglo XXI han surgido jugadores que han logrado meterse entre los Top 50; Jerzy Janowicz, Łukasz Kubot y Hubert Hurkacz, el primero alcanzando la semifinal del Campeonato de Wimbledon 2013. En dobles han sobresalido Mariusz Fyrstenberg, Marcin Matkowski, Klaudia Jans-Ignacik y Tomasz Bednarek. En 2018 Lukas Kubot alcanza el No.1 del ranking ATP de dobles.
A nivel de representación nacional, el Equipo de Copa Davis de Polonia solo ha logrado llegar a la primera ronda del grupo mundial en la Copa Davis 2016 con  Jerzy Janowicz, Łukasz Kubot, Michał Przysiężny y Marcin Matkowski en dobles.

## Mejores en el ranking ATP en individuales masculino
Tenistas polacos que han estado entre los 100 mejores del ranking ATP.
| Singlista         | Mejor posición | Año  | Títulos |
| ----------------- | -------------- | ---- | ------- |
| Hubert Hurkacz    | 6°             | 2024 | 4       |
| Wojciech Fibak    | 10°            | 1977 | 15      |
| Jerzy Janowicz    | 14°            | 2013 | 0       |
| Łukasz Kubot      | 41°            | 2010 | 0       |
| Michał Przysiężny | 57°            | 2014 | 0       |
| Kamil Majchrzak   | 75°            | 2022 | 0       |

- Datos: Q47499486
- Multimedia: Tennis in Poland / Q47499486